# Vincent Pérez
Vincent Pérez, pseudonimo di Vicente Pérez y Busch (Losanna, 10 giugno 1964), è un attore e regista svizzero.

## Biografia
Nato in Svizzera da padre spagnolo, Antonio Pérez Alberola, e madre tedesca, Arnoldine Busch, è il secondo di tre figli. Suo nonno paterno, Antonio Pérez Picot, fu fucilato dai franchisti nel 1939.
Il padre, impegnato nel commercio, lo avrebbe voluto vedere nella sua stessa attività, ma Vincent decise di lasciare la Svizzera a diciotto anni per intraprendere al meglio la carriera di attore. Prima di cominciare a recitare aveva considerato di poter fare lo scultore, il pittore oppure il fotografo.  Cominciò a studiare recitazione a Ginevra, frequentò il conservatorio di Parigi e completò gli studi all'Ecole des Amandiers a Nanterre. In un'intervista ha dichiarato di aver sognato di diventare un attore da quando vide un film di Charlie Chaplin a sette anni.

### Vita privata
Dal 1998 è sposato con l'attrice senegalese Karine Silla, da cui ha avuto tre figli. È anche patrigno di un'altra figlia che Karine ha avuto da una precedente relazione con Gérard Depardieu.

## Carriera
Il suo esordio, quando è ancora studente, risale al 1986 in Gardien de Nuit, e la fama sopraggiunge nel 1990 con la partecipazione a Cyrano de Bergerac con Gérard Depardieu. In seguito, gira Il viaggio di Capitan Fracassa (1991) con Massimo Troisi, per la regia di Ettore Scola. Nel 1992 vince il Premio Jean Gabin ed esordisce come regista con un cortometraggio, L'Exchange. Nel 1993 recita in Indocina, e sempre nello stesso anno, in Fanfan di Alexandre Jardin, insieme a Sophie Marceau.
Nel 1994 è il coprotagonista, assieme a Isabelle Adjani, de La Regina Margot di Patrice Chéreau, tratto dall'omonimo romanzo di Alexandre Dumas padre. Nel 1995 è nel cast di Al di là delle nuvole, film a episodi codiretto da Michelangelo Antonioni e Wim Wenders. L'anno seguente è Ashe Corven, il protagonista dell'horror Il corvo 2 - La città degli angeli (1996), dove recita nella parte che fu di Brandon Lee. Ne Lo straniero che venne dal mare (1997), tratto dal romanzo di Joseph Conrad, recita al fianco di Rachel Weisz.
Nel 1997 e nel 1998 è candidato due volte al Premio César come miglior attore non protagonista, rispettivamente per Il cavaliere di Lagardère (1997) e Ceux qui m'aiment prendront le train (1998). Sempre nel 1998 partecipa al film La voce degli angeli con Penélope Cruz. Nel 2000 è in Sognando l'Africa con Kim Basinger e Eva Marie Saint, diretto da Hugh Hudson. Il 2002 lo vede invece nel cast di un altro horror, La regina dei dannati, con Aaliyah e Stuart Townsend, tratto dal romanzo omonimo di Anne Rice, in cui interpreta il vampiro Marius de Romanus. Nel 2003 affianca Penélope Cruz nel film Il tulipano d'oro. In Law & Order Criminal Intent: Parigi, girato per la televisione francese e che adatta alcune trame di Law & Order: Criminal Intent, recita nel ruolo che nella serie statunitense è interpretato da Vincent D'Onofrio. Nel 2018 affianca Valeria Bruni Tedeschi nel film I villeggianti.

## Filmografia

### Attore

#### Cinema
- Gardien de la nuit, regia di Jean-Pierre Limosin (1986)
- Hotel de France, regia di Patrice Chéreau (1987)
- La casa di giada (La Maison de Jade), regia di Nadine Trintignant (1988)
- Cyrano de Bergerac, regia di Jean-Paul Rappeneau (1990)
- Il viaggio di Capitan Fracassa, regia di Ettore Scola (1990)
- La neige et le feu, regia di Claude Pinoteau (1991)
- Cendre d'or, regia di Jean-Philippe Écoffey - cortometraggio (1992)
- Indocina (Indochine), regia di Régis Wargnier (1992)
- Fanfan, regia di Alexandre Jardin (1993)
- La Regina Margot (La Reine Margot), regia di Patrice Chéreau (1994)
- Al di là delle nuvole, regia di Michelangelo Antonioni, Wim Wenders (1995)
- La vita in rosso (Ligne de vie), regia di Pavel Lungin (1996)
- Il corvo 2 - La città degli angeli (The Crow: City of Angels), regia di Tim Pope (1996)
- Lo straniero che venne dal mare (Swept from the Sea), regia di Beeban Kidron (1997)
- Il cavaliere di Lagardère (Le Bossu), regia di Philippe de Broca (1997)
- Ceux qui m'aiment prendront le train, regia di Patrice Chéreau (1998)
- The Treat, regia di Jonathan Gems (1998)
- La voce degli angeli (Talk of Angels), regia di Nick Hamm (1998)
- Il tempo ritrovato (Le Temps retrouvé), regia di Raúl Ruiz (1999)
- Epouse-moi, regia di Harriet Marin (2000)
- Le Libertin, regia di Gabriel Aghion (2000)
- Sognando l'Africa (I Dreamed of Africa), regia di Hugh Hudson (2000)
- Love Bites - Il morso dell'alba (Les Morsures de l'aube), regia di Antoine de Caunes (2001)
- Bride of the Wind, regia di Bruce Beresford (2001)
- La regina dei dannati (Queen of the Damned), regia di Michael Rymer (2002)
- La Pharmacien de garde, regia di Jean Veber (2003)
- La felicità non costa niente, regia di Mimmo Calopresti (2003)
- Il tulipano d'oro (Fanfan la Tulipe), regia di Gérard Krawczyk (2003)
- Je Reste!, regia di Diane Kurys (2003)
- Bienvenue en Suisse, regia di Léa Fazer (2004)
- I nuovi eroi (Nouvelle France), regia di Jean Beaudin (2004)
- Apocalypse Code (Kod apokalipsisa), regia di Vadim Shmelev (2007)
- Arn - L'ultimo cavaliere (Arn: Tempelriddaren), regia di Peter Flinth (2007)
- Demain dès l'aube, regia di Denis Dercourt (2009)
- Una tragica scelta (Inhale), regia di Baltasar Kormákur (2010)
- Donoma, regia di Djinn Carrenard (2010)
- Linhas de Wellington, regia di Valeria Sarmiento (2012)
- Un principe quasi azzurro (Un prince (presque) charmant), regia di Philippe Lellouche (2013)
- Dalida, regia di Lisa Azuelos (2017)
- Chacun sa vie, regia di Claude Lelouch (2017)
- Quello che non so di lei (D'après une histoire vraie), regia di Roman Polański (2017)
- I villeggianti (Les Estivants), regia di Valeria Bruni Tedeschi (2018)
- Van Gogh - Sulla soglia dell'eternità (At Eternity's Gate), regia di Julian Schnabel (2018)
- Ladies in Black, regia di Bruce Beresford (2018)
- The Aeronauts, regia di Tom Harper (2019)
- L'ufficiale e la spia (J'accuse), regia di Roman Polański (2019)
- Tigri e iene (Tigres et Hyènes), regia di Jérémie Guez (2024)
- Hot Milk, regia di Rebecca Lenkiewicz (2025)

#### Televisione
- Série à noire - serie TV, 1 episodio (1985)
- Tiro al bersaglio (Shot Through the Heart), regia di David Attwood (1998) - film TV
- The Lab (Frankenstein), regia di Marcus Nispel (2004) - film TV
- Le Juge - miniserie TV (2005)
- Avec le tempes, regia di Marian Handwerker (2006) - film TV
- La Pompadour (Jeanne Poisson, Marquise de Pompadour), regia di Robin Davis (2006) - film TV
- Law & Order Criminal Intent: Parigi (Paris enquetes criminelles) - serie TV, 20 episodi (2007-2008)
- Lo scandalo della Banca Romana - miniserie TV (2010)
- Cesare Mori - Il prefetto di ferro, regia di Gianni Lepre (2012) - film TV
- Riviera - serie TV, 9 episodi (2017)

### Regista
- L'echange (1992)
- Rien Dire (1999)
- Hier tu m'as dit demain (2000)
- Pelle d'angelo (Peau d'ange) (2002)
- Si j'étais toi (2007)
- Lettere da Berlino (Alone in Berlin) (2016)

## Doppiatori italiani
Nelle versioni in italiano delle opere in cui ha recitato, Vincent Pérez è stato doppiato da:
- Francesco Prando in Al di là delle nuvole, Law & Order Criminal Intent: Parigi, Cesare Mori - Il prefetto di ferro, Quello che non so di lei, Tigri e iene
- Antonio Sanna in Lo straniero che venne dal mare, Il cavaliere di Lagardère, Sognando l'Africa
- Francesco Bulckaen in Il tulipano d'oro, Una tragica scelta
- Alberto Bognanni in Un principe quasi azzurro, Shot through the heart
- Luca Lionello in Cyrano de Bergerac
- Oreste Baldini in Il viaggio di Capitan Fracassa
- Luca Ward in Indocina
- Angelo Maggi in La regina Margot
- Loris Loddi ne Il corvo 2
- Vittorio Guerrieri in La voce degli angeli
- Massimo Lodolo in La regina dei dannati
- Patrizio Prata in I nuovi eroi
- Emanuele Vezzoli in The Lab
- Emiliano Coltorti in I villeggianti
- Simone D'Andrea in L'ufficiale e la spia
- Lorenzo Scattorin ne Il corvo 2 (ridoppiaggio)
- Franco Mannella in I nuovi eroi (ridoppiaggio)